# Krzysztof Grabowski
Krzysztof „Grabaż” Grabowski (13. března 1965, Poznaň) je polský zpěvák, člen kapel Pidżama Porno a Strachy Na Lachy.
Grabowski je také autorem písňových textů svých kapel; jeho poezie vyšla poprvé v roce 1994 v knize Welwetowe Swetry.